# 地租三殼灰介
地租三殼灰介（学名：Tricoquimba dihtzoui）为半花介科三殼灰介屬下的一个种。